# Nyzjnodnistrovskyj nationalpark
Nyzjnodnistrovskyj är en nationalpark som är belägen vid lagunen Dnistrovskyj liman i sydvästra Ukraina. Flodslätterna i området är viktiga för häckande och övervintrande sjöfåglar samt för över 70 arter av fiskar som är dokumenterade i parken. Parken är belägen 30 kilometer väster om staden Odessa i de administrativa distrikten Bilhorod-Dnistrovskyi, Biljajivka och Odessa oblast.